# 노랑나비
노랑나비(Colias erate)는 흰나비과의 한 종류이다. 한국 어디를 가든 배추흰나비와 더불어 산과 들 어디서나 쉽게 볼 수 있는 친숙한 나비이다. 날개가 노란색인데도 흰나비과에 속하는 것은 날개 색만 빼면 날개 모양, 날개맥, 다리 모양 등 생김새가 흰나비과에 속하는 나비와 거의 똑같기 때문이다. 보통 3~11월에 활동하며 한국, 일본, 중국, 아시아쪽에 분포하고 있다.

## 아종
- C. e. erate (Ukraine, Turkey, Lebanon, Bulgaria, Romania, Macedonia, Greece, Hungary, Austria, Turkmenistan, Kazakhstan, Kirhizia, Uzbekistan, Tadzhikistan, Afghanistan)
- C. e. amdensis Verity, 1911 (China: Qinghai, Gansu, Sichuan)
- C. e. marnoana Rogenhofer, 1884 (Sudan, Ethiopia, south-western Arabia)
- C. e. sinensis Verity, 1911 (Mandschuria, North Korea)
- C. e. formosana Shirôzu, 1955 (Taiwan)
- C. e. lativitta Moore, 1882 (Nepal, northern India)
- C. e. poliographus Motschulsky, 1860 (Mongolia,Japan, Amur, Ussuri, Sakhalin, Tian Shan)
- C. e. tomarias Bryk, 1942 (Kuriles)
- C. e. naukratis Fruhstorfer, 1909 (Altai, southern Siberia, Transbaikalia)
- C. e. nilagiriensis C. & R. Felder, 1859 (southern India)